# Philippine Élisabeth av Orléans
Philippine Élisabeth av Orléans, född 18 december 1714, död 21 maj 1734, var en fransk prinsessa; hon hade titeln Mademoiselle de Beaujolais. Hon var dotter till den franske regenten hertig Filip II av Orléans och Ludvig XIV av Frankrikes och Madame de Montespans dotter Françoise-Marie de Bourbon.
Hon levde en tid vid det spanska hovet som trolovad till Karl III av Spanien.

## Biografi
Philippine Élisabeth ansågs vara vacker, intelligent och charmerande. Under sin uppväxt var hon sin farmors Elisabeth Charlotte av Pfalz favorit. Hennes far regenten hade slutit en vänskapsallians med Spanien, vilken innebar att hon och hennes syster skulle gifta sig med spanska prinsar; hennes syster med tronarvingen Ludvig och hon själv med prins Karl, som förväntades bli monark i Toscana, och 1727 reste hon till Spanien. Hon gjorde stor succé vid det spanska hovet och även hos sin trolovade, som även hon själv verkade tycka om, och hon blev mycket saknad då trolovningen bröts av politiska skäl och hon tvingades återvända till Frankrike. 
År 1731, då hennes förra trolovade Karl blev hertig av Parma, föreslog hennes mor att man skulle fullfölja äktenskapet. Karl tackade ja, men storpolitiken fördröjde saken och kriget 1733 gjorde äktenskapet politiskt omöjligt. Hon avled 1734 i smittkoppor.